# Nordlig krontyrann
Nordlig krontyrann (Onychorhynchus coronatus) är en fågel inom ordningen tättingar i den nyligen urskilda familjen krontyranner.

## Utseende och läte
Krontyranner är 16-16,5 cm långa flugsnapparliknande fågel med stor näbb och framför allt mycket spektakulär huvudtofs som dock oftast hålls nerfälld. Fjäderdräkten är överlag brun, med rostrött på övergump och stjärt. Strupen är vitaktig och resten av undersidan ockraorange. Den nerfällda tofsen ger huvudet ett hammarlikt utseende. När den reses syns färgsprakande kombination av scharlakansrött, svart och blått hos hanen, gult i stället för rött hos honan. Lätet är ett klart "pree-o", påminnande om en jakamar eller manakin.

## Utbredning och systematik
Nordlig krontyrann delas vanligen in i fem underarter med följande utbredning:
- Onychorhynchus coronatus castelnaui – västra Amazonområdet
- Onychorhynchus coronatus coronatus – östra Venezuela, Guyanaregionen och norra Brasilien
- Onychorhynchus coronatus mexicanus – sydöstra Mexiko till Panama
- Onychorhynchus coronatus fraterculus – nordöstra Colombia till nordvästra Venezuela
- Onychorhynchus coronatus occidentalis – västra Ecuador och nordvästra Peru

### Familjetillhörighet
Arten behandlades tidigare som en medlem av familjen tyranner (Tyrannidae). DNA-studier visade initialt att släktet Myiobius liksom de tidigare tyrannerna i Onychorhynchus och Terenotriccus snarare stod närmare tityrorna (Tityridae), varvid flera taxonomiska auktoriteter flyttade dem dit, tillsammans med enigmatiska vassnäbben. Resultat från senare genetiska studier visar dock att de snarare utgör en avlägsen systergrupp till tyrannerna. Författarna till denna studie rekommenderade att de istället bör placeras i en egen familj, Onychorhynchidae. 2025 tilldelades familjen namnet krontyranner av Birdlife Sveriges taxonomikommitté.

## Status
IUCN bedömer hotstatus för occidentalis, mexicanus inklusive fraterculus och övriga underarter var för sig. Occidentalis kategoriseras som nära hotad, de övriga två som livskraftiga.